# 清瀬市郷土博物館
清瀬市郷土博物館（きよせしきょうどはくぶつかん）は、日本国東京都清瀬市にある博物館施設である。
1985年に開館した。運営は清瀬市で、諮問機関として清瀬市郷土博物館協議会がある。清瀬市民文化センターを併設している。

## 概説
清瀬市郷土博物館は、先人の知恵に学び、新たな市民文化を創造するため、清瀬市民文化センターを併設した多機能な新しい形の博物館として設置され、その建屋は1987年に東京都建築士事務所協会による東京建築賞最優秀賞を受賞している。
館内は、一階に歴史や伝統芸能・文化財などの情報を提供するインフォメーションセンターのほか、歴史展示室・民俗展示室・映像展示室、喫茶コーナーがあり、二階には市民の方々の活動の場としてギャラリー・講座室が設けられている。さらに別棟として、囲炉裏や土間のある伝統的古民家の間取りを再現した伝承スタジオも併設し、先人の暮らしを体験できる特色ある施設となっている。
地域の文化の拠点として、市民に身近で親しみのある博物館として様々な事業を展開しているとしている。先人の知恵に学び、未来への豊かな地域文化を創造していくため、市民ならびに社会教育や学校教育の場へ、学芸員室からさまざまな歴史資料を提供している。建物は地上3階、地下1階の構造となっており、展示室は1・2階にある。

## 沿革
- 1985年11月2日 - 開館[7][8]。
- 2022年4月 - 秋篠宮皇嗣妃が視察[9]。

## 文化財
国指定重要有形民俗文化財
- 清瀬のうちおり - 文化遺産オンライン（文化庁）

## 利用案内
- 公共交通機関
  - 鉄道：西武鉄道池袋線「清瀬駅」より徒歩約10分[1]
  - バス：西武バス「郷土博物館入口」より徒歩約1分[8]
- 自動車
  - 正門側駐車場10台、南側駐車場約10台[10]
- 開館時間：午前9時から午後5時まで[8]
- 休館日：毎週月曜日（祝日の場合はその翌日）及び12月29日から1月3日まで[1]
- 入場料：無料（企画展を除く）[1]

## 脚註